# Niedobór izomerazy fosfotriozowej
Niedobór izomerazy fosfotriozowej (ang. triose phosphate isomerase deficiency, TPI) – rzadki, genetycznie uwarunkowany defekt enzymatyczny, objawiający się jako ciężka niedokrwistość hemolityczna. Chorobę wywołuje mutacja w genie TPI w locus 12p13. TPI dziedziczony jest w sposób autosomalny dominujący. Defekt dotyczy niemal wszystkich komórek; w erytrocytach dochodzi do podwyższenia poziomu fosforanu dwuhydroksyacetonu. Przebieg TPI jest ciężki, choroba nierzadko kończy się zgonem w dzieciństwie, ze względu na powikłania neurologiczne, skłonność do infekcji i rozwój kardiomiopatii.